# テニスの記録と統計の一覧
テニスの記録と統計の一覧（テニスのきろくととうけいのいちらん）

## 総合

### グランドスラム
- グランドスラム (テニス)
- グランドスラムに関するテニスの記録一覧（英語版）
- グランドスラム混合ダブルス優勝者一覧（英語版）
- en:List of wheelchair tennis champions
- オープン化以降のグランドスラム優勝者一覧（英語版）
- オープン化以降のグランドスラムのシングルス優勝者と初優勝の年齢の一覧（英語版）

### その他
- テニスの大会の記録と統計（英語版）
- ITFランキング（英語版）
- ITF世界チャンピオン（英語版）
- テニス選手の生涯実績一覧（英語版）
- オープン化以降に最もタイトルを獲得したテニス選手（英語版）
- 各国の最高順位のテニス選手一覧（英語版）
- オリンピックのテニス競技・メダリスト一覧
- テニスの最速サーブ記録（英語版）
- en:Tennis records relating to aces
- テニスの最長試合記録（英語版）
- テニスの最短試合記録（英語版）
- テニスの最長タイブレーク記録（英語版）
- en:List of tennis rivalries

## 男子テニス

### グランドスラム
- グランドスラム男子優勝者の年代順一覧（英語版）
- グランドスラム男子シングルス優勝者一覧
- グランドスラム男子ダブルス優勝者一覧
- en:List of Grand Slam boys' singles champions
- en:List of Grand Slam boys' doubles champions
- オープン化以降のグランドスラム男子シングルス決勝戦一覧（英語版）
- en:Tennis performance timeline comparison (men)

### その他
- テニスの歴代記録 (男子シングルス)（英語版）
- オープン化以降のテニスの記録 (男子シングルス)（英語版）
- 世界1位になった男子テニス選手一覧（英語版）
- en:List of Open Era men's singles tennis players by career match wins
- List of important men's singles titles
- List of important men's doubles titles
- en:Tennis Masters Series records and statistics
- デビスカップの優勝国一覧（英語版）

### ATP
- 男子プロテニス協会（ATP）
- ATPツアーの記録（英語版）
- ATPランキング
- ATPランキング1位になった男子シングルス選手一覧（英語版）
- ATPランキング1位になった男子ダブルス選手一覧（英語版）
- ATPアワード

## 女子テニス

### グランドスラム
- グランドスラム女子優勝者の年代順一覧（英語版）
- グランドスラム女子シングルス優勝者一覧
- グランドスラム女子ダブルス優勝者一覧（英語版）
- en:List of Grand Slam girls' singles champions
- en:List of Grand Slam girls' doubles champions
- オープン化以降のグランドスラム女子シングルス決勝戦一覧（英語版）
- en:Tennis performance timeline comparison (women)

### その他
- テニスの歴代記録 (女子シングルス)（英語版）
- オープン化以降のテニスの記録 (女子シングルス)（英語版）
- 世界1位になった女子テニス選手一覧（英語版）
- List of important women's singles titles
- ビリー・ジーン・キング・カップの優勝国一覧（英語版）

### WTA
- 女子テニス協会（WTA）
- WTAツアーの記録（英語版）
- WTAランキング
- WTAランキング1位になった女子テニス選手一覧（英語版）
- en:List of Open Era women's singles tennis players by career match wins
- WTAアワード